# Can Gelats
Can Gelats és un mas situat al municipi de Sant Andreu Salou, a la comarca catalana del Gironès.